# Mundur górniczy
Treść tego artykułu od 2020-08 należy opracować w taki sposób, aby nie uwypuklała nadmiernie polskiej specyfiki / aby nie zawężała się tylko do polskich warunków
Dokładniejsze informacje o tym, co należy poprawić, być może znajdują się w dyskusji tego artykułu.
 Po wyeliminowaniu niedoskonałości należy usunąć szablon [[Szablon:Dopracować|]] z tego artykułu.

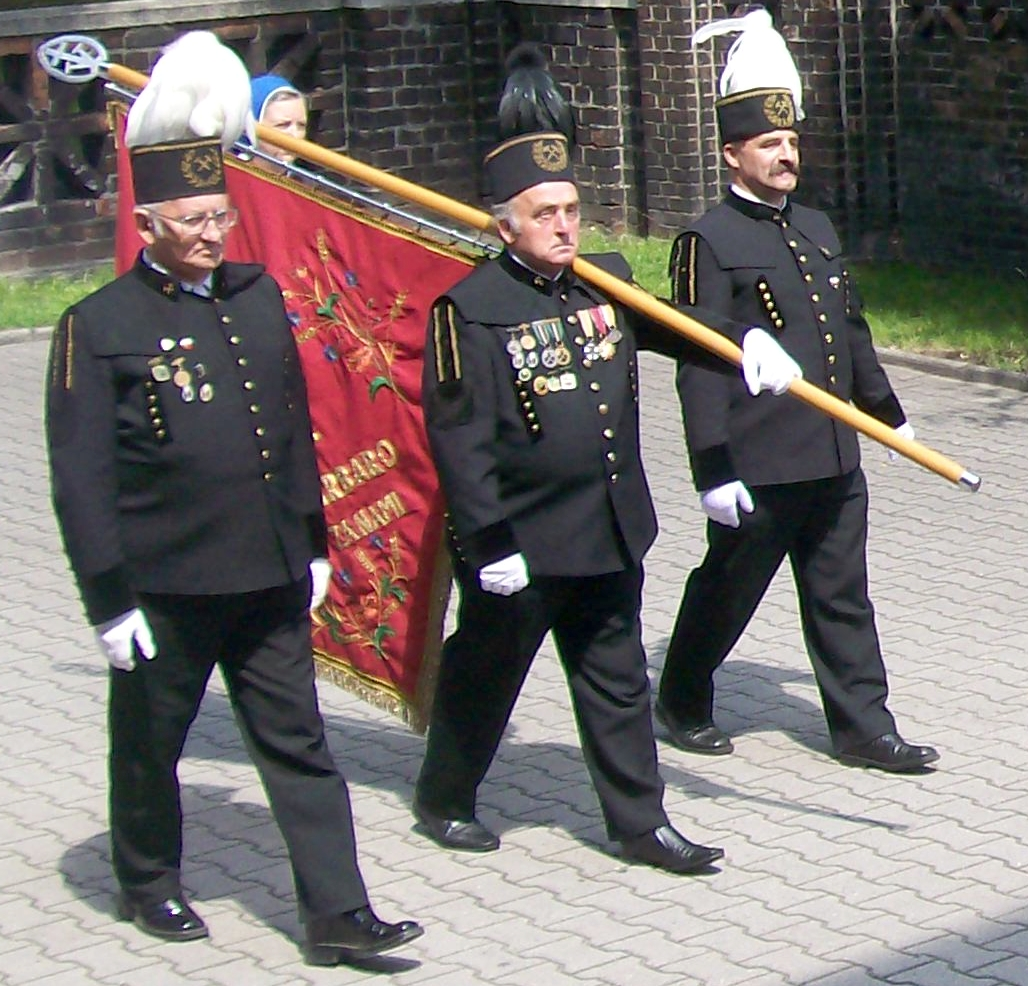
Poczet sztandarowy w galowych mundurach górniczych

Mundur górniczy (śl.: bergmůńok) – uniform przeznaczony dla osób posiadających stopień górniczy. Mundur górniczy jest symbolem przynależności do górniczego stanu, wyrazem tradycji i szczególnego uznania dla ciężkiej i odpowiedzialnej pracy górniczej.

## Mundur górniczy w Polsce
Stosowne przepisy zawarte są w ustawie o stopniach górniczych, honorowych szpadach górniczych i mundurach górniczych.

### Mundur

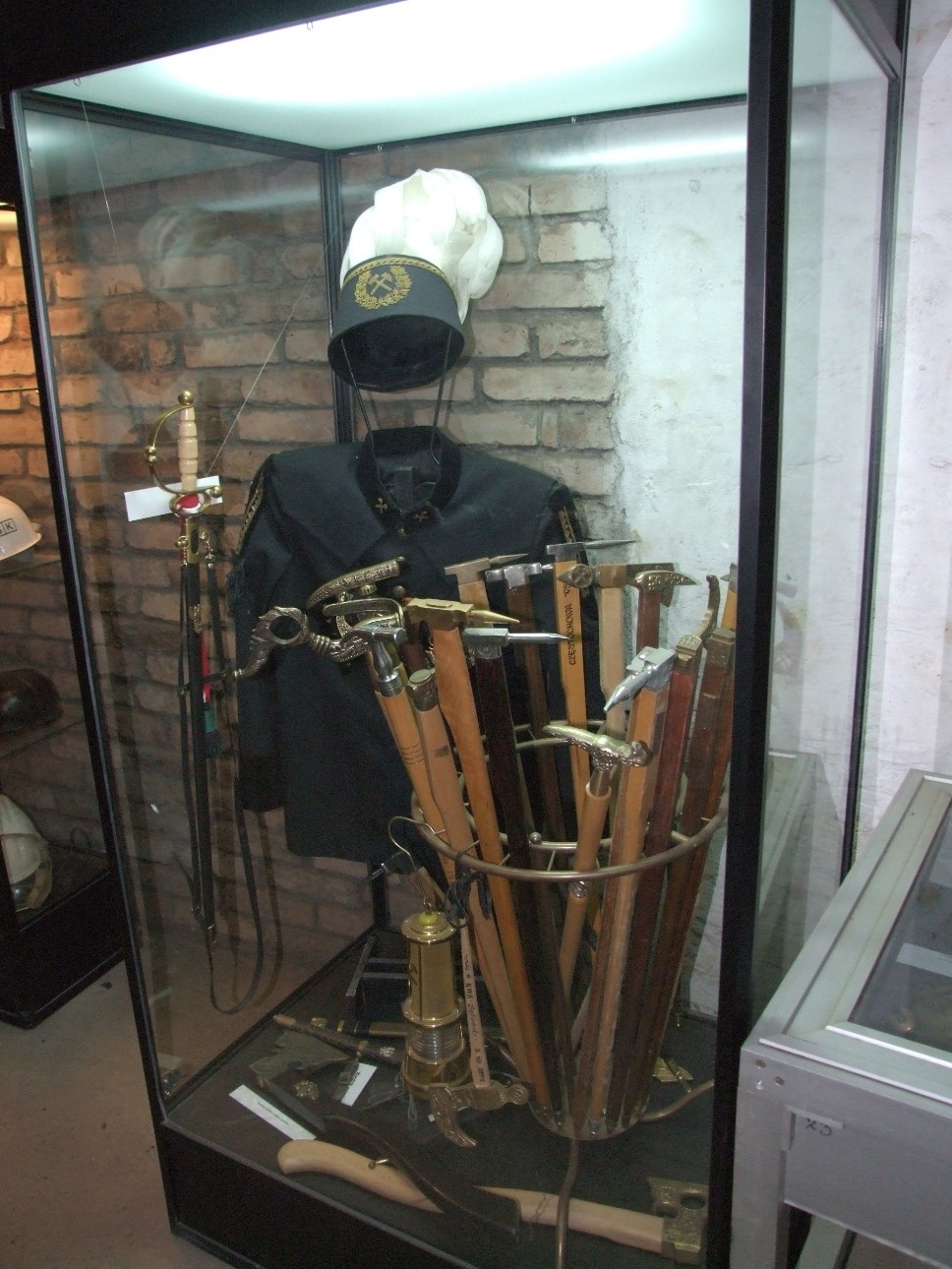
Mundur i wyposażenie w gablocie skansenu Guido w Zabrzu

Wzorem dla dzisiejszego munduru górniczego był uniform wprowadzony w XVIII wieku na terenie Niemiec w Zagłębiu Ruhry. W Polsce pierwsze mundury wprowadzone zostały w 1817 roku i służyły jako odzież robocza. Wzorem były stroje piechoty Królestwa Polskiego. Różniły się dla poszczególnych stopni pracowników górnictwa. Obecnie używane mundury górnicze (galowe) od tych z XIX wieku różnią się kurtką (frak został zastąpiony marynarką) oraz spodniami (białe zastąpiono czarnymi). Półbuty zastąpiły buty z cholewami. Oprócz tego zrezygnowano z czekana górniczego i wprowadzono damską wersję munduru.
Mundur funkcjonuje jako:
- Służbowy mundur górniczy
- Galowy mundur górniczy

Pióropusze munduru galowego:
- zielony – dla dyrektorów generalnych i dyrektorów górniczych
- biały – dla osób dozoru ruchu zakładu górniczego
- czarny – dla górników
- czerwony – dla orkiestry górniczej (biało-czerwony – dla kapelmistrza).

### Czako górnicze

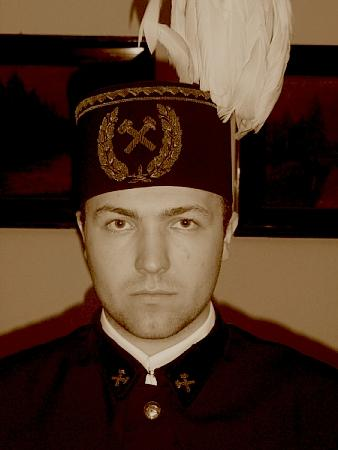
Czako (czapka górnicza) z kogucimi piórami

Tradycyjnie czapki górnicze noszą nazwę czako (nie mylić z czako – czapka wojskowa). Czako górnicze nie posiada daszka, wykonywane jest z tektury, ma wysokość 12,5 cm i obciągnięte jest czarną krepą. Z przodu zaopatrzone jest w godło górnicze, na które składa się pyrlik (młotek) i żelazko (krótki kilof). Narzędzia te służyły górnikom do rozbijania, urabiania węgla i drążenia szybów. Miotełka do czyszczenia otworów strzałowych, którą górnik trzymał zatkniętą za taśmę na kapeluszu, zamieniła się w zamocowany z lewej strony pióropusz z kogucich piór.
Obowiązujące kolory pióropuszy (w Polsce):
- zielony – dla grupy dystynkcyjnej generalnego dyrektora górnictwa oraz generalnego dyrektora górniczego
- biały – dla grupy dystynkcyjnej dyrektorów, inżynierów i techników górniczych
- czarny – dla grupy dystynkcyjnej górników
- czerwony – dla członków orkiestry górniczej
- biało-czerwony – dla przewodzącego orkiestrze górniczej

### Szpada górnicza
Honorową szpadę górniczą można nosić wyłącznie przy galowym mundurze górniczym, zawieszoną pionowo przy lewym boku, na krótkich rapciach, przypiętych do pasa pod kurtką mundurową.
Budowa szpady górniczej:
- długość całkowita: 88 cm
- długość głowni: 70 cm
- długość rękojeści: 18 cm
- trzon rękojeści: drewniany[a]
- jelec w kolorze złotym przechodzący w zintegrowany z nim kabłąk
- podkrzyże z oślą podkową

Szpada górnicza jest bronią paradną, stanowiącą ozdobny element munduru, w związku z czym nie posiada cech broni bojowej.
Kolorystyka temblaków wiązanych na szpadzie:
- chwost zielono-czarny z taśmą zielono-czarną – dla górników
- chwost zielono-czarny z taśmą biało-czerwoną – dla osób kierownictwa i dozoru ruchu zakładu górniczego
- chwost biało-czerwony z taśmą biało-czerwoną – dla pocztu sztandarowego

### Stopnie górnicze
Stopnie górnicze uprawniające do noszenia munduru górniczego:
- generalny dyrektor górnictwa

- generalny dyrektor górniczy:
  - I stopnia
  - II stopnia
  - III stopnia

- generalny honorowy dyrektor górniczy

- dyrektor górniczy:
  - I stopnia
  - II stopnia
  - III stopnia

- inżynier górniczy:
  - I stopnia
  - II stopnia
  - III stopnia

- technik górniczy:
  - I stopnia
  - II stopnia
  - III stopnia

- górnik:
  - I stopnia
  - II stopnia
  - III stopnia

Stopnie generalnego dyrektora górniczego i dyrektora górniczego mogą być nadawane osobom posiadającym wyższe wykształcenie. Stopnie inżyniera górniczego mogą być nadawane osobom posiadającym wyższe wykształcenie. Stopnie technika górniczego mogą być nadawane osobom posiadającym średnie wykształcenie. Stopnie górnika mogą być nadawane osobom posiadającym kwalifikacje górnicze.

#### Stopnie i stanowiska służbowe
| Oznaka stopnia | Nazwa stopnia                           | Stanowisko służbowe |
| -------------- | --------------------------------------- | --- |
|                | Górnik III stopnia                      | Pracownik na stanowisku młodszego górnika i pracownik na równorzędnym stanowisku pracy w kopalni lub innym przedsiębiorstwie zajmującym się problematyką górniczą. |
|                | Górnik II stopnia                       | Wykwalifikowany górnik (przodowy, strzałowy, kombajnista) w kopalni lub wykwalifikowany pracownik w innym przedsiębiorstwie zajmującym się problematyką górniczą. |
|                | Górnik I stopnia                        | - Wykwalifikowany pracownik w kopalni lub innym przedsiębiorstwie działającym w dziedzinie górnictwa i geologii. - Pracownik ratownictwa górniczego; |
|                | Technik górniczy III stopnia            | - Technik na stanowisku niższego dozoru w kopalni lub innym przedsiębiorstwie działającym w dziedzinie górnictwa i geologii. |
|                | Technik górniczy II stopnia             | - Technik na stanowisku średniego dozoru w kopalni lub innym przedsiębiorstwie działającym w dziedzinie górnictwa i geologii; - Technik oraz równorzędne stanowisko pracy w jednostce naukowo-badawczej i projektowo-konstrukcyjnej zajmującej się problematyką górniczą. |
|                | Technik górniczy I stopnia              | - Technik wykazujący się szczególnymi wynikami pracy w kopalni, innym przedsiębiorstwie lub jednostce naukowo-badawczej i projektowo-konstrukcyjnej, zajmującej się problematyką górniczą; - Technik w ratownictwie górniczym; |
|                | Inżynier górniczy III stopnia           | - Inżynier na stanowisku niższego dozoru w kopalni lub innym przedsiębiorstwie działającym w dziedzinie górnictwa i geologii. - Specjalista ratownictwa górniczego. |
|                | Inżynier górniczy II stopnia            | - Inżynier na stanowisku średniego dozoru w kopalni lub innym przedsiębiorstwie działającym w dziedzinie górnictwa i geologii. - Starszy specjalista, inspektor ratownictwa górniczego. |
|                | Inżynier górniczy I stopnia             | - Osoby na stanowiskach wyższego dozoru w kopalni lub innym przedsiębiorstwie działającym w dziedzinie górnictwa i geologii. - Kierownik działu (wydziału) i równorzędne stanowisko pracy w kopalni lub innym przedsiębiorstwie działającym w dziedzinie górnictwa i geologii. - Starszy inspektor ratownictwa górniczego. |
|                | Dyrektor górniczy III stopnia           | - Główny księgowy w kopalni; - Radca prawny w kopalni; - Generalny projektant, kierownik pracowni, pionu, zakładu, laboratorium zajmującego się problematyką górniczą; - Specjalista w jednostce naukowo-badawczej i projektowo-konstrukcyjnej zajmujący się problematyką górniczą; - Specjalista zajmujący się problematyką górniczą w innym ministerstwie bądź urzędzie centralnym; - Specjalista w Wyższym Urzędzie Górniczym oraz inspektor zakładów górniczych w okręgowym urzędzie górniczym i specjalistycznym urzędzie górniczym; - Zastępca kierownika górniczego pogotowia ratunkowego, zmianowy kierownik górniczego pogotowia ratunkowego. |
|                | Dyrektor górniczy II stopnia            | - Kierownik ruchu w zakładzie górniczym; - Naczelnik wydziału w przedsiębiorstwie górniczym; - Specjalista w ministerstwie właściwym do spraw gospodarki, starszy specjalista zajmujący się problematyką górniczą lub geologiczną w innym ministerstwie bądź urzędzie centralnym; - Audytor wewnętrzny, starszy specjalista w Wyższym Urzędzie Górniczym, radca prawny, starszy inspektor zakładów górniczych w okręgowym urzędzie górniczym i specjalistycznym urzędzie górniczym; - Kierownik zespołu ratownictwa górniczego. |
|                | Dyrektor górniczy I stopnia             | - Główny inżynier w kopalni; - Zastępca kierownika przedsiębiorstwa działającego w dziedzinie górnictwa i geologii; - Dyrektor zespołu w przedsiębiorstwie górniczym; - Pracownik naukowy zajmujący się problematyką górniczą lub geologiczną w innym ministerstwie bądź urzędzie centralnym; - Zastępca dyrektora biura, naczelnik wydziału, główny księgowy, główny specjalista, radca prawny w Wyższym Urzędzie Górniczym, nadinspektor zakładów górniczych w okręgowym urzędzie górniczym i specjalistycznym urzędzie górniczym; - Kierownik górniczego pogotowia ratunkowego, zastępca kierownika działu ratownictwa górniczego. |
|                | Generalny honorowy dyrektor górniczy    | Osoby szczególnie zasłużone dla górnictwa. |
|                | Generalny dyrektor górniczy III stopnia | - Zastępca dyrektora kopalni; - Naczelny inżynier kopalni; - Kierownik przedsiębiorstwa górniczego działającego w dziedzinie górnictwa i geologii; - Dyrektor i zastępca dyrektora w przedsiębiorstwie górniczym; - Profesor zajmujący się problematyką górniczą lub geologiczną w jednostce naukowo-badawczej lub dydaktycznej; - Zastępca dyrektora departamentu zajmujący się problematyką górniczą lub geologiczną w innym ministerstwie bądź urzędzie centralnym; - Naczelnik wydziału, radca ministra, główny specjalista zajmujący się problematyką górniczą w ministerstwie właściwym do spraw gospodarki; - Dyrektor biura, radca prezesa w Wyższym Urzędzie Górniczym; - Kierownik działu ratownictwa górniczego, konsultant medycznej służby ratownictwa górniczego. |
|                | Generalny dyrektor górniczy II stopnia  | - Zastępca kierownika przedsiębiorstwa górniczego; - Dyrektor kopalni; - Kierownik ruchu zakładu górniczego; - Kierownik jednostki naukowo-badawczej lub dydaktycznej zajmującej się problematyką górniczą; - Dyrektor departamentu zajmujący się problematyką górniczą lub geologiczną w innym ministerstwie bądź urzędzie centralnym; - Zastępca dyrektora departamentu w Wyższym Urzędzie Górniczym, zastępca dyrektora okręgowego urzędu górniczego, zastępca dyrektora w specjalistycznym urzędzie górniczym; - Kierownik pionu, dyrektor okręgowej stacji ratownictwa górniczego. |
|                | Generalny dyrektor górniczy I stopnia   | - Kierownik przedsiębiorstwa górniczego; - Kierownik lub zastępca kierownika urzędu centralnego; - Dyrektor generalny zajmujący się problematyką górniczą lub geologiczną w ministerstwie bądź urzędzie centralnym; - Dyrektor departamentu, zastępca dyrektora departamentu zajmujący się problematyką górniczą w ministerstwie właściwym ds. gospodarki; - Dyrektor departamentu w Wyższym Urzędzie Górniczym, dyrektor okręgowego urzędu górniczego, dyrektor specjalistycznego urzędu górniczego; - Kierownik, zastępca kierownika stacji ratownictwa górniczego. |
|                | Generalny dyrektor górnictwa            | - Minister, kierownik urzędu centralnego; - Sekretarz lub podsekretarz stanu w ministerstwie zajmujący się bezpośrednio problematyką górniczą. |

#### Stopnie i stanowiska służbowe (1983-2003)
| Oznaka stopnia | Nazwa stopnia                                     | Stanowisko służbowe |
| -------------- | ------------------------------------------------- | --- |
|                | Aspirant górniczy III stopnia                     | Pracownik po przepracowaniu 6 miesięcy pod ziemią w kopalni lub innym przedsiębiorstwie zajmującym się problematyką górniczą. |
|                | Aspirant górniczy II stopnia                      | Pracownik po przepracowaniu 2 lat pod ziemią w kopalni lub innym przedsiębiorstwie zajmującym się problematyką górniczą. |
|                | Aspirant górniczy I stopnia                       | Pracownik wykazujący się dobrymi wynikami w pracy górniczej, posiadający stopień aspiranta górniczego II stopnia w kopalni lub innym przedsiębiorstwie zajmującym się problematyką górniczą. |
|                | Górnik III stopnia                                | Pracownik na stanowisku młodszego górnika i pracownik na równorzędnym stanowisku pracy w kopalni lub innym przedsiębiorstwie zajmującym się problematyką górniczą. |
|                | Górnik II stopnia                                 | Wykwalifikowany górnik (przodowy, strzałowy, kombajnista) w kopalni lub wykwalifikowany pracownik w innym przedsiębiorstwie zajmującym się problematyką górniczą. |
|                | Górnik I stopnia                                  | - Wykwalifikowany pracownik wyróżniający się szczególnymi wynikami w pracy górniczej; - Pracownik ratownictwa górniczego; - Brygadzista w kopalni lub innym przedsiębiorstwie zajmującym się problematyką górniczą. |
|                | Technik górniczy III stopnia                      | - Technik na stanowisku niższego dozoru w kopalni lub innym przedsiębiorstwie zajmującym się problematyką górniczą; - Technik oraz równorzędne stanowisko pracy w jednostce naukowo-badawczej i projektowo-konstrukcyjnej zajmującej się problematyką górniczą. |
|                | Technik górniczy II stopnia                       | - Technik na stanowisku średniego dozoru w kopalni lub innym przedsiębiorstwie zajmującym się problematyką górniczą; - Technik oraz równorzędne stanowisko pracy w jednostce naukowo-badawczej i projektowo-konstrukcyjnej zajmującej się problematyką górniczą; - Nauczyciel praktycznej nauki zawodu w szkole górniczej. |
|                | Technik górniczy I stopnia                        | - Technik wykazujący się szczególnymi wynikami pracy w kopalni, innym przedsiębiorstwie lub jednostce naukowo-badawczej i projektowo-konstrukcyjnej, zajmującej się problematyką górniczą; - Technik w ratownictwie górniczym; - Technik-nauczyciel w szkole górniczej. |
|                | Inżynier górniczy III stopnia                     | - Inżynier na stanowisku niższego dozoru w kopalni lub innym przedsiębiorstwie zajmującym się problematyką górniczą; - Inżynier w jednostce naukowo-badawczej i projektowo-konstrukcyjnej zajmującej się problematyką górniczą. |
|                | Inżynier górniczy II stopnia                      | - Inżynier na stanowisku średniego dozoru w kopalni lub innym przedsiębiorstwie zajmującym się problematyką górniczą; - Projektant, starszy specjalista, specjalista i równorzędne stanowisko pracy w jednostce organizacyjnej zajmującej się problematyką górniczą bezpośrednio nadzorowanej przez ministra (kierownika urzędu centralnego); - Starszy asystent, asystent, starszy specjalista, specjalista w jednostce naukowo-badawczej i projektowo-konstrukcyjnej zajmującej się problematyką górniczą; - Nauczyciel zawodu w szkole górniczej. |
|                | Inżynier górniczy I stopnia                       | - Osoby na stanowiskach wyższego dozoru w kopalni lub innym przedsiębiorstwie zajmującym się problematyką górniczą; - Kierownik działu (wydziału) i równorzędne stanowisko pracy w kopalni lub innym przedsiębiorstwie zajmującym się problematyką górniczą; - Starszy inspektor w MGiE oraz innym ministerstwie (urzędzie centralnym) zajmującym się problematyką górniczą; - Główny specjalista, starszy projektant, naczelnik wydziału, kierownik zakładu i równorzędne stanowisko pracy w jednostce organizacyjnej zajmującej się problematyką górniczą bezpośrednio nadzorowanej przez ministra (kierownika urzędu centralnego); - Nauczyciel i kierownik zajęć praktycznych w szkole górniczej. |
|                | Dyrektor górniczy III stopnia                     | - Główny inżynier w kopalni lub innym przedsiębiorstwie zajmującym się problematyką górniczą; - Pracownik na samodzielnym stanowisku pracy w MGiE oraz innym ministerstwie (urzędzie centralnym) zajmującym się problematyką górniczą; - Główny księgowy, główny ekonomista w zrzeszeniu kopalń lub innym zrzeszeniu przedsiębiorstw zajmujących się problematyką górniczą; - Dyrektor szkoły górniczej; - Zastępca dyrektora zespołu szkół górniczych; - Generalny projektant, kierownik pracowni, pionu, zakładu, laboratorium, adiunkt, główny specjalista w jednostce naukowo-badawczej i projektowo-konstrukcyjnej zajmującej się problematyką górniczą.                                         |
|                | Dyrektor górniczy II stopnia                      | - Pierwszy zastępca dyrektora (naczelny inżynier), zastępca dyrektora kopalni lub innego przedsiębiorstwa zajmującego się problematyką górniczą; - Inspektor kopalń, główny specjalista, naczelnik wydziału w zrzeszeniu kopalń lub innym zrzeszeniu przedsiębiorstw zajmujących się problematyką górniczą; - Starszy specjalista i specjalista w MGiE, starszy specjalista i specjalista w innym ministerstwie (urzędzie centralnym) zajmującym się problematyką górniczą; - Dyrektor zespołu szkół górniczych. |
|                | Dyrektor górniczy I stopnia                       | - Dyrektor kopalni lub innego przedsiębiorstwa zajmującego się problematyką górniczą; - Główny specjalista, naczelnik wydziału w MGiE, starszy specjalista i specjalista w innym ministerstwie (urzędzie centralnym) zajmującym się problematyką górniczą; - Docent w jednostce naukowo-badawczej zajmującej się problematyką górniczą. |
|                | Generalny dyrektor górniczy III stopnia           | - Wicedyrektor departamentu w MGiE; - Wicedyrektor departamentu w innym ministerstwie (urzędzie centralnym) zajmującym się problematyką górniczą; - Zastępca dyrektora zrzeszenia kopalń lub innego zrzeszenia przedsiębiorstw zajmującego się problematyką górniczą; - Zastępca dyrektora wielozakładowego przedsiębiorstwa zajmującego się problematyką górniczą; - Zastępca dyrektora, sekretarz naukowy, profesor w jednostce naukowo-badawczej zajmującej się problematyką górniczą. |
|                | Generalny dyrektor górniczy II stopnia            | - Dyrektor departamentu w MGiE; - Dyrektor departamentu w innym ministerstwie (urzędzie centralnym) zajmującym się problematyką górniczą; - Dyrektor zrzeszenia kopalń lub innego zrzeszenia przedsiębiorstw zajmującego się problematyką górniczą; - Dyrektor wielozakładowego przedsiębiorstwa zajmującego się problematyką górniczą; - Dyrektor jednostki organizacyjnej zajmującej się problematyką górniczą wykonującej określone funkcje ministerstwa; - Dyrektor jednostki naukowo-badawczej zajmującej się problematyką górniczą. |
|                | Generalny dyrektor górniczy I stopnia             | Kierownik urzędu centralnego, podsekretarz stanu w ministerstwie, zastępca kierownika urzędu centralnego, generalny dyrektor w ministerstwie, zajmujący się problematyką górniczą. |
|                | Generalny dyrektor górnictwa (podsekretarz stanu) | Na wniosek ministra górnictwa i energetyki: - Kierownik urzędu centralnego, podsekretarz stanu w ministerstwie, generalny dyrektor w MGiE oraz innych ministerstwach, zajmujący się problematyką górniczą. |
|                | Generalny dyrektor górnictwa (minister)           | Minister górnictwa i energetyki. |